# Srbuk
Srbuk, właśc. Srbuhi Sargsian (orm. Սրբուհի Սարգսյան, ur. 3 kwietnia 1994 w Erywaniu) – ormiańska piosenkarka popowo–soulowa i autorka tekstów.

## Życiorys
W 2011 zajęła drugie miejsce w ormiańskiej wersji programu The X Factor. Wkrótce po tym zaczęła brać udział w festiwalach muzycznych, programach telewizyjnych i lokalnych koncertach. W 2016 wydała debiutancki singiel „Yete Karogh Es”, przy którym inspirowała się wykonawcami, takimi jak m.in. Aretha Franklin, Etta James i Ella Fitzgerald. W 2018 zajęła czwarte miejsce w finale ukraińskiej wersji programu The Voice.
W 2019, reprezentując Armenię z utworem „Walking Out”, zajęła 16. miejsce w półfinale 64. Konkursie Piosenki Eurowizji w Tel Awiwie, tym samym osiągając najsłbaszy wynik w historii udziału Armenii na Eurowizji.

## Dyskografia
Single
| Rok  | Singiel          | Album |
| ---- | ---------------- | ----- |
| 2016 | „Yete Karogh Es” |       |
| 2018 | „Half a Goddess” |       |
| 2019 | „Walking Out”    |       |